# Guanosin
Guanosin ist ein Nukleosid und besteht aus der Nukleinbase Guanin und dem Zucker β-D-Ribose.

## Darstellung und Gewinnung
Als Bestandteil der Ribonucleinsäuren kann es aus diesen z. B. in Hefen gewonnen werden.

## Eigenschaften

Strukturformel eines G-C-Basenpaars

Guanosin ist Bestandteil der Ribonukleinsäure (RNA) und bildet dort mit Cytidin ein Basenpaar. Das Analogon mit Desoxyribose ist das Desoxyguanosin.
Guanosin ist Bestandteil der Verbindungen GTP, GDP, von Nukleinsäuren (RNA, DNA – hier ist der Zucker Ribose durch Desoxyribose ersetzt) und auch ein Signalmolekül.
Die Verbindung liegt als Dihydrat vor, welches ab 110 °C das Kristallwasser abgibt.

## Analoga
- 1-Methylguanosin
- 7-Methylguanosin
- N2-Methylguanosin
- N2,N2-Dimethylguanosin
- 6-O-Methylguanosin
- 2′-O-Methylguanosin
- Isoguanosin
- 2′-O-Ribosylguanosinphosphat